# Olympische Sommerspiele 1932/Teilnehmer (Argentinien)
| Gelbes Symbol für Goldmedaillen mit stilisierten Olympischen Ringen | Graues Symbol für Silbermedaillen mit stilisierten Olympischen Ringen | Braundes Symbol für Bronzemedaillen mit stilisierten Olympischen Ringen |
| ------------------------------------------------------------------- | --------------------------------------------------------------------- | ----------------------------------------------------------------------- |
| 3                                                                   | 1                                                                     | —                                                                       |

Argentinien nahm an den Olympischen Sommerspielen 1932 in Los Angeles mit mindestens 37 Personen teil. Sie traten in den Sportarten Laufen mit Langlauf, Hürdenlauf und Marathon, Diskuswerfen, Hammerwerfen, Schwimmen, Fechten, Boxen und Schießen an. Außerdem gehörten ein Vertreter des Nationalen Olympischen Komitees, ein Schiedsrichter und zwei Jurymitglieder der argentinischen Delegation an. Nicht mitgezählt wurden die mitreisenden Trainer der Sportler.
Zusätzlich zu den sportlichen Vergleichen beteiligten sich argentinische Künstler am Kunstwettbewerb, der während der Olympischen Spiele (30. Juli bis 1. Oktober 1932) im Los Angeles Museum of History, Science and Art im Olympiapark stattfand.

## Argentinische Teilnehmer

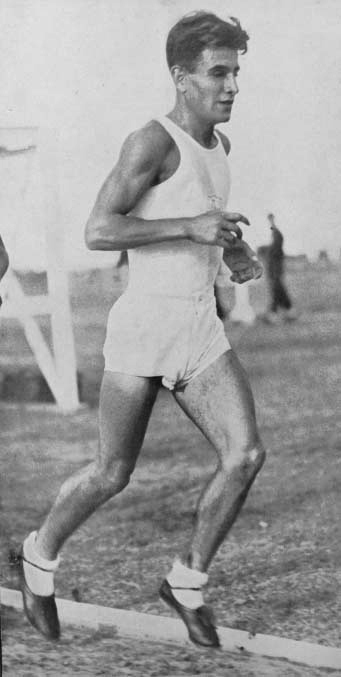
Juan Carlos Zabala, 1931, der spätere Olympiasieger

### Leichtathleten
- Für den 100-m-Sprint hatten sich die drei Argentinier Samuel Augusto Giacosa, Carlos Bianchi Luti und Héctor Berra angemeldet. Sie blieben aber sieglos.[6]
- Im 200-m-Lauf starteten die Sportler Luti und Roberto Genta für Argentinien. Luti lief 21,4 Sekunden, was aber für eine gute Platzierung nicht reichte.[6]
- In den Distanzen 800 m, 1500 m und im Hürdenlauf blieben Hermenegildo De Rosso und Luis Oliva ohne Erfolg.[6]
- 10.000-m-Lauf: Die beiden Leichtathleten José Ribas und Fernando Chacarelli waren Teilnehmer am Endlauf, zu dem sich 13 Sportler qualifiziert hatten. Dominant in diesem Lauf waren der Pole Janusz Kusociński sowie die beiden Finnen Volmari Iso-Hollo und Lauri Virtanen, die die Plätze 1 bis 3 eroberten, während der Weltstar Paavo Nurmi aufgrund eines Beschlusses des IOC bei diesen Spielen nur Zuschauer blieb. Die beiden Argentinier wurden bereits in der ersten Stadionrunde von dem Polen und den Finnen überholt.[1]
- Marathonlauf: Hier starteten 28 Teilnehmer zum Endwettkampf. Für Argentinien waren José Ribas, Juan Carlos Zabala und Fernando Chacarelli mit am Start im Stadion. Während des Laufs gab Ribas auf. Zabala, der einen weißen Panamahut trug, wankte als Erster der Ziellinie entgegen. Er war stark erschöpft, brauchte rund eine halbe Stunde, um sich von der Strapaze zu erholen und hatte sogar mehr als sieben Kilogramm Körpergewicht verloren. Im Interview sagte er später: „Ich hatte vor, zu siegen oder zu sterben.“[7]
- Berra startete auch in den Disziplin Weitsprung und Zehnkampf.[6]
- Im Diskuswerfen hatte sich Pedro Elsa für das Finale qualifiziert.[6]
- Hammerwerfen: In der Vorentscheidung qualifizierte sich Federico Kleger, während hier der Beste, Ville Pörhölä aus Finnland, 52,27 m erreichte. Gewinner der Goldmedaille wurde Patrick O’Callaghan aus Irland mit 53,93 m, der auch am Hochsprung, 400-m-Lauf sowie an Boxwettkämpfen teilnahm.[2]

### Schwimmer
- 200-m-Brustschwimmen (Herren): Justo Caraballo[3]
- 100-m-Freistilschwimmen – hier hatten sich Alfredo Rocca und Leopoldo Tahier als Teilnehmer qualifiziert.[6]
- 4 × 200-m-Staffel der Herren: diese vier Schwimmer vertraten Argentinien: Alfredo Rocca, Leopoldo Tahier, Roberto Peper und Carlos Kennedy.[6][8]

### Fechter
An diesen Wettkämpfen beteiligten sich insgesamt 16 Nationen.
- Florettfechten der Herren: Die teilnehmenden Argentinier waren Roberto Larraz, Angel Gorordo Palacios und Rodolphus Valenzuela.[6] Während Larraz nach der Vorrunde im Kampf gegen den späteren Fünftplatzierten Erwin Casmir aus Deutschland ausschied, kam Palacios in das Finale.[4]
- Degenfechten der Männer: im Einzelkampf nahmen Angel Gorordo Palacios, Roberto Larraz, Raul Saucedo und Rodolphus  Valenzuela teil; nur Saucedo konnte sich qualifizieren.[6] Er kam in die beiden Vorschlussrunden, die von 20 Teilnehmern bestritten wurden.[9]
- Säbelfechten – einziger argentinischer Teilnehmer war Carmelo Merlo.[6]

### Boxer
In jeder Gewichtsklasse war ein Argentinier gemeldet, insgesamt traten acht Boxer zum Kampf um Medaillen an.
- Für das Fliegengewicht war Juan Josè Trillo qualifiziert.[6]
- Im Bantamgewicht trat der Boxer Carlos Alberto Pereyra für sein Land an. Er gewann zwar seinen Kampf in der Ausscheidungsrunde, wurde aber im weiteren Verlauf besiegt und schied aus.[5]
- Carmelo Robledo konnte im Federgewicht bis in die Finalrunde vordringen.[5]
- Als Box-Leichtgewicht beteiligte sich E. Vargas an den Ausscheidungskämpfen, wurde aber besiegt.[5]
- Im Weltergewicht trat Luis Sardella gegen Edward Flynn, den späteren Olympiasieger aus den USA, an und schied in der Vorrunde aus.[5]
- Der Mittelgewichts-Boxer Amado Azar kämpfte sich durch eine Ausscheidungsrunde und zwei Vorrunden bis in das Finale.[5] Ein weiterer Kämpfer im Mittelgewicht war Julio Nilo Juaneda.[6]
- Als Halbschwergewichtler boxte Rafael Lang in der ersten Runde gegen Peter Jørgensen aus Dänemark, der am Ende noch die Bronzemedaille holte, Lang ging leer aus.
- Im Schwergewicht trat der Boxer Santiago Lovell in den Ring.[5]

### Schützen
- Am Kampf um Medaillen in der Disziplin Gewehrschießen (Miniature Rifle, Calibre 22) nahmen Antonio Daneri und Sigfrido Vogel teil.[6]

Gemäß dem Offiziellen Olympia-Bericht begaben sich während der Veranstaltung 19 argentinische Teilnehmer in medizinische Behandlung, darunter vor allem Läufer und Boxer.

## Ergebnisse der Teilnehmer

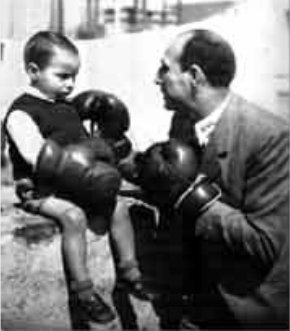
Federgewichts-Olympiasieger Carmelo Robledo

- Die beiden Teilnehmer am 10.000–m-Lauf Ribas und Fernando Chacarelli belegten im Endlauf die Plätze 11 und 12.
- Im Marathonlauf wurde Juan Carlos Zabala der überraschende Gewinner der Goldmedaille mit einer Zeit von 2:31:36 Stunden, was einen neuen olympischen Rekord darstellte.
- Elsa wurde im Diskuswerfen letzter, also Zwölfter im Finale und erreichte nur 34,36 m, während der Sieger (John F. Anderson aus den USA) 49,49 m vorgelegt hatte.[6]
- Das Finale im Hammerwerfen beendete Kleger auf Platz 6 mit 48,33 m.[6]
- Caraballo schwamm im zweiten Vorlauf des 200-m-Brustschwimmwettbewebs (insgesamt gab es vier Vorläufe) mit 2:55,2 Minuten eine gute Zeit, kam damit aber nicht in den Zwischenlauf und damit auch nicht ins Finale.[3]
- Die Schwimmstaffel erreichte den sechsten Platz von sieben Mannschaften, ihre Zeit betrug 10:13,1 Minuten. Sieger wurden die Japaner Miyazaki, Yusa, Toyoda, Yokojama.[8]
- Der Florettfechter Palacios wurde am Ende Zehnter im Finalkampf.[4]
- Der Degenfechter Saucedo konnte keine Platzierung unter den ersten zehn erreichen.[9]
- Carmelo Robledo gewann seinen Boxkampf gegen den Deutschen Josef Schleinkofer nach Punkten und erhielt dafür die Goldmedaille.[5]
- Juaneda belegte am Ende in seinem Boxkampf einen guten 6. Platz.[6]
- Azar gewann die Silbermedaille gegen Barth aus den USA.[5]
- Lovell kämpfte gegen Luigi Rovati aus Italien und gewann die Goldmedaille.[5]
- Die beiden Teilnehmer am Schießwettkampf belegten am Ende den 16. Platz (Daneri) und den 22. Platz (Vogel).[6]

Die Gesamtbilanz der argentinischen Olympiamannschaft betrug damit drei Goldmedaillen, eine Silbermedaille sowie ein elfter Platz in der Nationenwertung.